# 존 하우

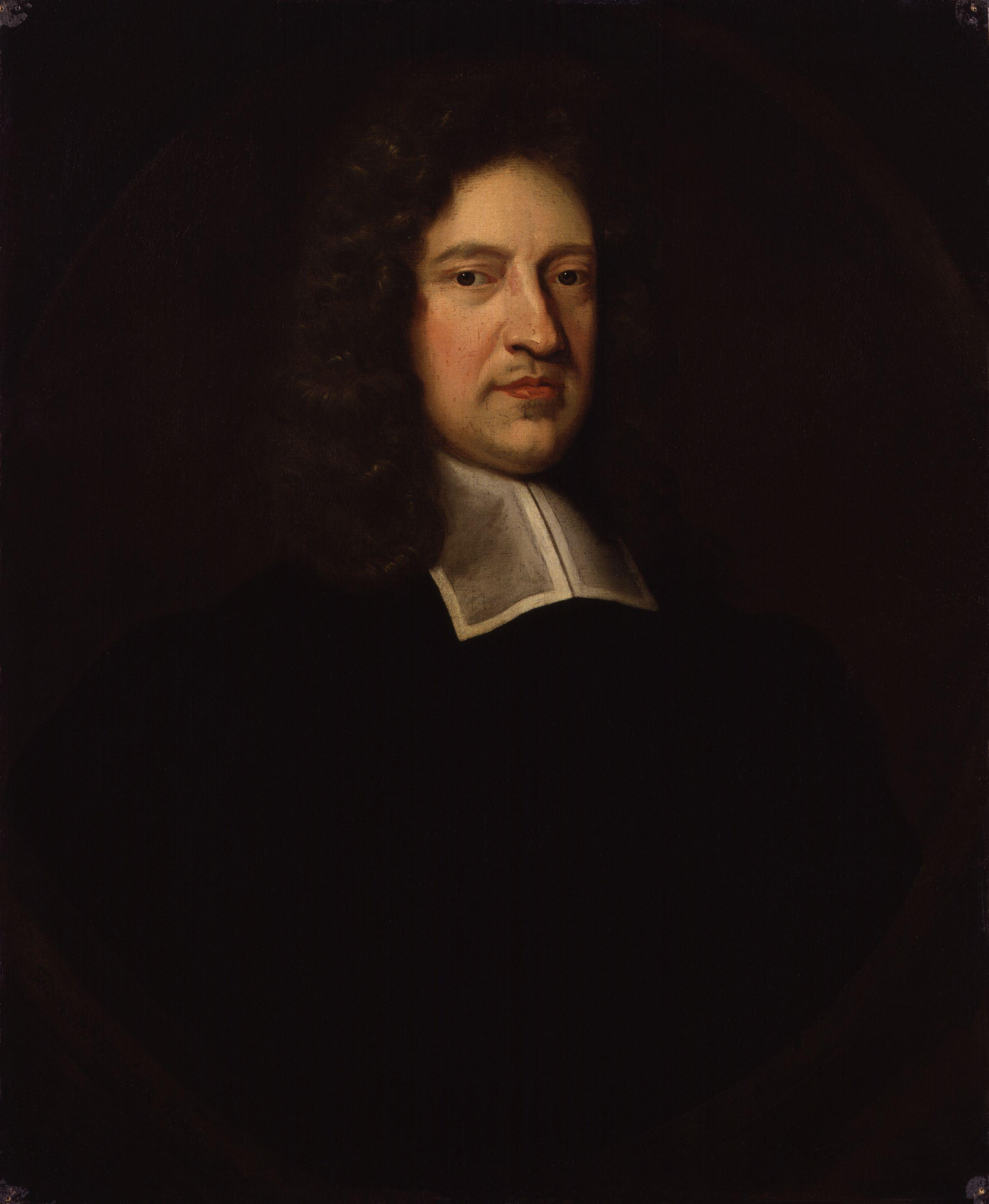
존 하우의 초상화

존 하우(John Howe, 1630년 5월 17일 - 1705년 4월 2일)는 영국의 청교도 신학자이다. 올리버 크롬웰의 채플린으로 근무하였다.

## 생애
하우는 로우버로우에서 태어났다. 5살 때 아일랜드로 갔는 데, 그의 부친이 윌리엄 로드에 의해 추방되었기 때문이다. 1641년에 잉글랜드로 돌아와서 그의 부친과 함께 랭카스터에 정착하였다. 크라이스츠 칼리지 (케임브리지 대학교)와 막달렌 칼리지 (옥스포드 대학교)에서 수학하였다.

## 저서
- The Blessedness of the Righteous (London, 1668)
- Delighting in God (1674)
- The Living Temple (2 parts, 1675–1702), his best-known book
- The Redeemer's Tears Wept over Lost Souls (1684)
- Works issued with a Life by Edmund Calamy (2 vols., 1724), and edited by J. Hunt (8 vols., 1810–22). There is also an American edition (2 vols., New York, 1869).